# Lequile
Lequile község (comune) Olaszország Puglia régiójában, Lecce megyében.

## Fekvése
A Salentói-félsziget déli részén fekszik, Leccétől délnyugatra.

## Története
A hagyományok szerint a települést egy Leculo nevű római centurio alapította. Első írásos említése azonban a 11. századból származik, amikor a Leccei Grófság része volt. A következő századokban különböző nemesi családok birtoka volt. 1806-ban vált önállóvá, amikor a Nápolyi Királyságban felszámolták a feudalizmust.

## Népessége
A népesség számának alakulása:

## Főbb látnivalói
- Santa Maria Assunta-templom (18. század)
- Ferences templom és kolostor (17. század)
- San Nicola-templom (17. század)
- San Vito-templom (17. század)
- Santa Maria della Consolazione-templom (17. század)
- Castello dei d’Enghien - 14. századi erődített nemesi palota.